# Gerard Hallie
Gerard Hallie (Zaandam, 24 oktober 1911 – Geleen, 7 juli 2002) was een Nederlands roeier. Hij nam eenmaal deel aan de Olympische Spelen, maar won bij die gelegenheid geen medailles.

## Loopbaan
In 1936 maakt Hallie op 24-jarige leeftijd zijn olympisch debuut bij de Spelen van Berlijn. Hij was de stuurman van de Nederlandse boot op het onderdeel vier met stuurman. De roeiwedstrijden werden gehouden bij een kano- en roeibaar bij Grünau. Deze baan was 2000 meter lang en was dusdanig breed dat zes boten tegelijkertijd konden starten. De Nederlanders reikten behaalde in de finale een vierde plaats met een tijd van 7.34,7.
In zijn actieve tijd was Hallie aangesloten bij de Amsterdamse studentenroeivereniging Nereus. Hij was student chemie en werd later scheikundige. Hij ging werken als chemicus bij de staatsmijnen.

## Palmares

### roeien (vier met stuurman)
- 1936: 4e OS in Berlijn - 7.34,7
- 1937:  EK in Amsterdam

Mak Schoorl · 
Flip Regout · 
Hotse Bartlema · 
Simon de Wit · 
Gerard Hallie (stuurman)